# 東京高速道路

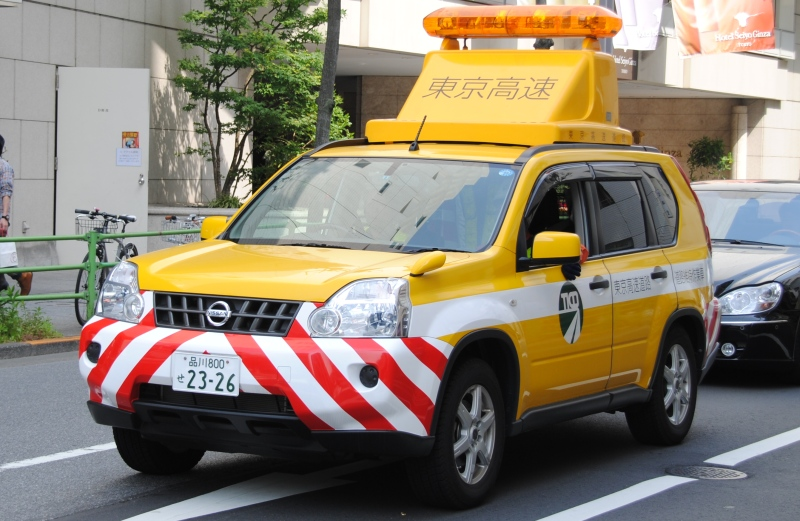
東京高速道路の道路パトカー

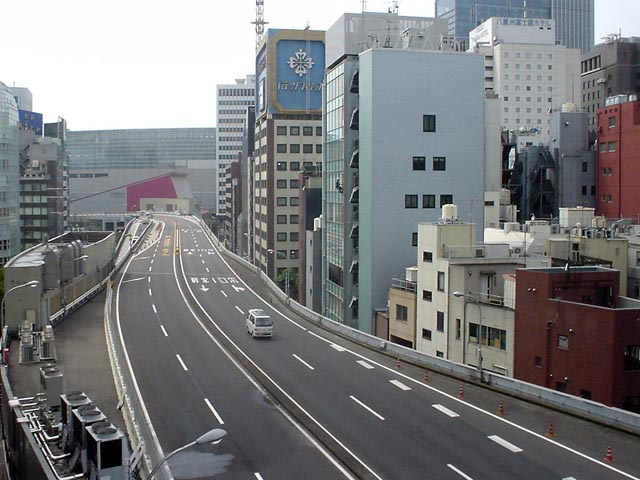
新京橋出口付近より西銀座入口方面を望む

東京高速道路（とうきょうこうそくどうろ、英語: Tokyo Expressway）は、東京都中央区にある一般自動車道である。また、東京高速道路株式会社は、この一般自動車道の運営と道路下の不動産賃貸を事業とする会社である。通称はKK線で、東京高速道路株式会社線、会社線とも呼ばれる。
標識等の案内では、自動車道ナンバリングとして「D8」の番号が付されている（「D」は Driveway の頭文字）。

## 概要
2025年4月5日までは、首都高速道路に直結し銀座の街の西側を囲むように走る約2キロメートル (km) の一般自動車道であった。首都高速都心環状線の汐留ジャンクション (JCT) と京橋JCTとの間をバイパスするルートを形成しており、途中の西銀座JCTで首都高速八重洲線に接続していた。このうち、いずれも昭和通りに接する蓬莱橋 - 新京橋間が東京高速道路の管理区間であり、汐留JCTから汐留乗継所を経て昭和通りを跨ぐ橋梁までは首都高速八重洲線の一部（都道首都高速2号線）、京橋JCTから白魚橋乗継所を経て昭和通りを跨ぐ橋梁までは首都高速都心環状線の一部（都道首都高速8号線）である。
2025年4月5日までは末端全てが首都高速道路と直結し、事実上首都高速道路と一体化してネットワークを形成していたが、この道路は、道路法に基づく自動車専用道路（旧:建設省所管）ではなく、道路運送法に基づく自動車道（旧:運輸省所管）であり、法律上は全く別の制度に基づく道路である。そのため、通常の一般自動車道と異なり本道路区間内のみであれば無料で通行できる。これは東京都が建設を許可する際に、公共の河川を利用することから無料化を条件としたためである。ただし、道路下をビルとして、テナントからの賃貸料によって収入を得て道路を維持管理しているため、自動車道事業の業界団体である日本有料道路協会に加盟している。

### 路線データ
後述の通り、正式な住所は未確定だが、日本有料道路協会のサイトでは以下の通り起終点住所が表記されていた。
- 起点：東京都中央区銀座8丁目（蓬莱橋）
- 終点：東京都中央区銀座1丁目（新京橋）
- 延長：2.0 km

また、東京高速道路の「自動車道事業供用約款」では次のように定めている
現行（2025年4月6日時点）
- 起点：東京都中央区銀座1丁目202番地先（新京橋）
- 終点：東京都中央区銀座1丁目11番地先（東銀座出口）
- 延長：121.427 m

2025年4月5日19時59分までの区間
- 旧起点：東京都中央区銀座8丁目202番地先（蓬莱橋）
- 旧終点：東京都中央区銀座1丁目202番地先（新京橋）
- 旧延長：2,004 m

「高速道路」という名を冠してはいるが、指定最高速度は全線40 km/hである。

### 廃止計画について
2020年（令和2年）1月1日、東京新聞は、2030年以降に予定されている首都高速道路都心環状線の日本橋付近における地下トンネル開通と同時期に当路線を廃止し、代替として当路線の西銀座から京橋にかけての区間の地下にトンネルを新たに掘削する予定であると報じた。これは当路線が狭い道幅と急カーブ故に大型車（バス、1ナンバーのトラック）が通行できない現状に鑑みたもので、当路線を改修して活用する案もあったが、高架下のテナントへの影響が大きいため採用しない方針だという。
KK線の活用を考える東京都による有識者検討会では、廃止後の構築物につき、廃止された高架鉄道跡を公園にしたニューヨークのハイラインやパリのプロムナード・プランテの例を手本に「空中回廊」として広場・遊歩道とするのがよいのではないかという提言が出され、意見募集が行われた。
2022年2月4日、東京都は「東京都市計画道路　都市高速道路第1号線等の変更（素案）」を発表し、この中でKK線は廃止されることが明記された。
2024年11月11日に、東京高速道路及び首都高速道路より、首都高速日本橋区間の地下化と新京橋連絡路の建設に伴い、2025年4月上旬にKK線を廃止（東銀座出口のみ事実上の都心環状線の出口として存続）すること、首都高速八重洲線を長期通行止めとすることが正式に公表された。
その後、2025年2月14日に、上述の区間は同年4月5日20時をもって廃止される事が発表された。東京都および東京高速道路株式会社は今後、高架上を遊歩道として整備し歩行者中心の「空中回廊」として活用するとしている。

## 歴史
1951年（昭和26年）、財界人23人が、戦後の銀座の復興と飽和点に達した自動車交通量の緩和を目的として東京高速道路株式会社を設立。銀座を囲む外濠川、汐留川、京橋川を埋め立て、高架の自動車道路を建設し、その建設費と運営費をビル賃貸収益で回収するという現代のPFIにも通じる画期的な運営の仕組みを導入した。部分開通は1959年であり、首都高速道路より長い歴史を持つ。全線開通は1966年である。

### 年表
- 1951年（昭和26年）12月13日：会社設立[3]
- 1959年（昭和34年）6月：土橋 - 城辺橋間一方通行で供用開始[29]
- 1963年（昭和38年）12月：蓬莱橋 - 紺屋橋間相互通行で供用開始[29]
- 1964年（昭和39年）8月2日：首都高速八重洲線汐留JCT - 新橋間供用開始[30]。蓬莱橋にて首都高速羽田方面と連絡供用開始[29]
- 1966年（昭和41年）7月2日：蓬莱橋 - 新京橋間全線供用開始[29]。首都高速都心環状線京橋JCT供用開始[31]
- 1973年（昭和48年）2月15日：首都高速八重洲線西銀座JCT - 神田橋JCT供用開始[32]。西銀座JCT・乗継所設置[29]
- 2025年（令和7年）4月5日：白魚橋（境界地点） - 東銀座出口間を除き自動車道事業を終了し白魚橋（境界地点） - 東銀座出口間を除く部分を自動車用道路としては廃止[23][24]

## 出入口など
- 全線東京都中央区内に所在。
- 2019年より出入口番号が設定された[6]。

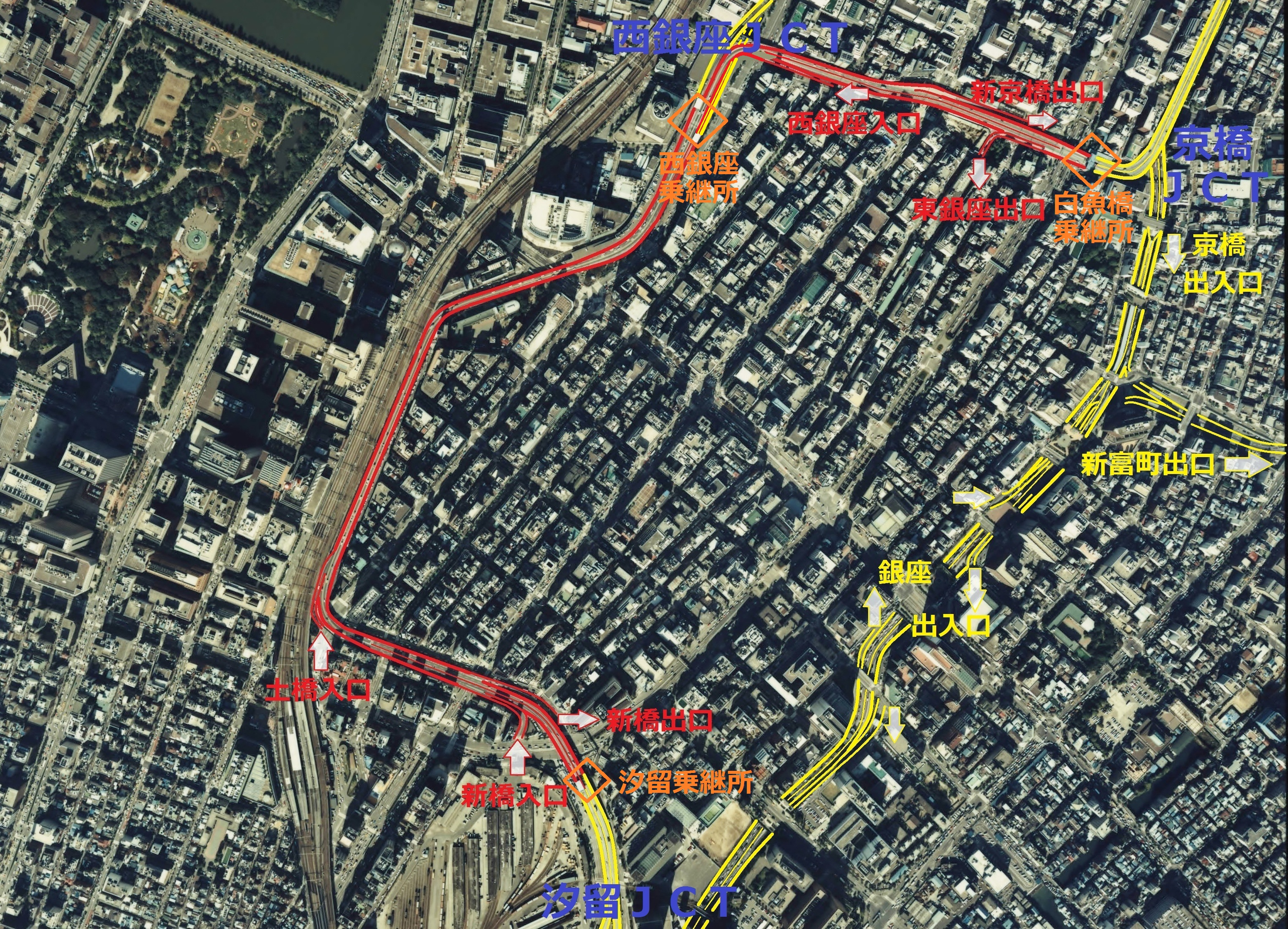
東京高速道路（KK線）を赤色、首都高速を黄色で示した空中写真。（1984年撮影）

- 施設名欄の背景色が■である部分は施設の供用を終了したことを示す。

| 出入口 番号 | 施設名                 | 接続路線名                        | 備考               |
| ----------- | ---------------------- | --------------------------------- | ------------------ |
|             | 汐留乗継所             | 八重洲線 汐留JCT・浜崎橋JCT方面   |                    |
| 1           | 新橋出入口             |                                   | 北池袋方面出入口   |
| 2           | 土橋入口               |                                   | 北池袋方面への入口 |
|             | 西銀座JCT/西銀座乗継所 | 八重洲線 上り方面                 |                    |
| 3           | 西銀座入口             |                                   | 新橋方面への入口   |
| 4           | 新京橋出口             |                                   | 新橋方面からの出口 |
| 5           | 東銀座出口             |                                   | 上野方面からの出口 |
|             | 白魚橋乗継所           | 都心環状線 京橋JCT・江戸橋JCT方面 |                    |

- 各乗継所は、首都高速道路の管理区間上にある。

## 橋梁
ビルとビルの間の、交差する街路上に架かる橋は、下に従来の橋が残っていたため、新たに名付けられた銀座新橋、新数寄屋橋、銀座京橋のほかは、旧蓬莱橋の上部の蓬莱架道橋のように架道橋の名称を付加していた。創立50周年を機に前記3橋を除き、「架道」の文字を外した名称に改めた。
- 蓬莱橋 - 下部は昭和通り
- 銀座新橋 - 中央通り
- 難波橋 - 銀座並木通り
- 土橋 - 外堀通り
- 新幸橋 - 国会通り
- 山下橋
- 新数寄屋橋 - 晴海通りの数寄屋橋の上部に架かる。
- 丸の内橋
- 新有楽橋
- 有楽橋
- 城辺橋 - 外堀通り
- 紺屋橋
- 銀座京橋 - 中央通り
- 炭屋橋
- 新京橋 - 昭和通り

## 通行規制

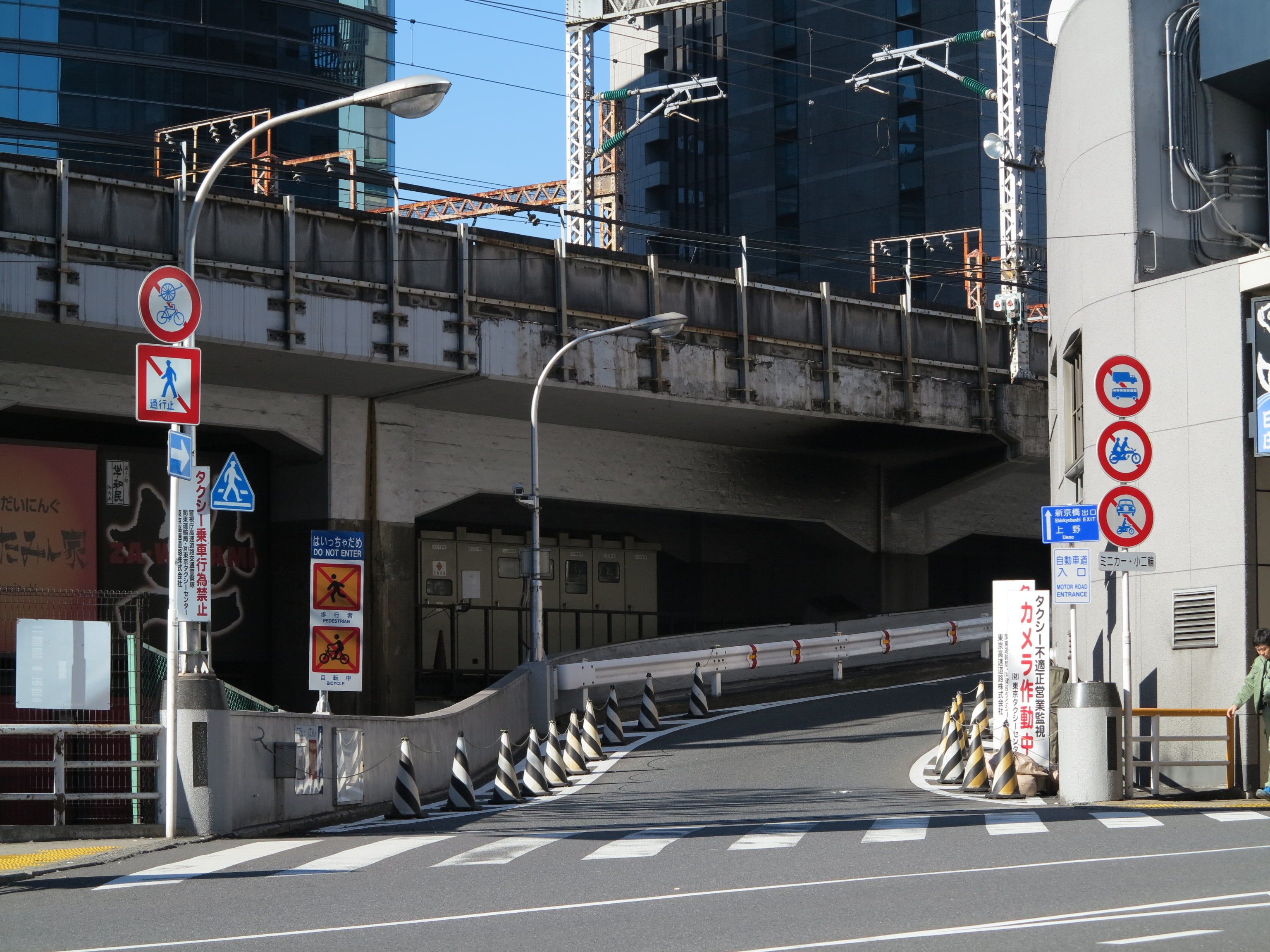
土橋入口と通行止め車両の標識
歩行者や自転車が都市高速道に誤って入る事故が相次いだため、歩行者及び自転車乗車者向け禁止標識は法定標識とは別に、目に留まりやすい高さで明確な内容が書かれた標識が設置されている

道路交通法による一部車両通行規制として、以下の車両は通行できない。
- 軽車両（自転車を含む）
- ミニカー
- 原動機付自転車
- 2人乗り（側車付きを除く[34]）、125cc以下または1kW以下の[注釈 4]自動二輪車（特定二輪車を含む）。
- （新制度での中型自動車を含む）大型自動車

## 首都高とKK線の乗り継ぎ
首都高速道路を走行中にこの道路に入ると、有料区間である首都高速道路から無料区間であるKK線に一旦出ることになるが、汐留、西銀座、白魚橋に設けられた乗継所では、有料区間から無料区間に流出する乗継所で受け取った乗継券を、10分以内に有料区間に再流入する際に示すと、首都高の通行料金を再度支払う必要が無い。
2013年12月15日の首都高速八重洲線の長期通行止め解除以降、乗継時間が30分から10分に短縮された。ETC搭載車の場合は、有料区間から無料区間に流出する乗継所150 m手前でETCの通信が行われ、有料区間に再流入する際はETCレーンを通行することで乗継券が不要となる。従ってETC搭載車が乗継所で停止する必要はない。
なお、首都高速道路では距離別料金制を採用しているが、ETC搭載車では「首都高のみを利用する場合の最短経路の距離」で通行料金が計算されるため、本道路を経由した場合でも料金には影響しない。なお、八重洲線常盤橋出入口（2016年閉鎖）・八重洲出入口を発着地とする場合は、本道路を含む経路で計算される場合があるが、その場合でも本道路区間は料金距離に含まれない。

## 不動産賃貸事業
道路の高架下をテナントビルとして不動産賃貸事業を行っている。高架下のビルは14棟、10万m2の貸室スペースを有し商店街（銀座ナイン、銀座コリドー街、銀座ファイブ、西銀座デパート、銀座インズなど）やオフィス、駐車場として活用されている。なお、本社事務所も銀座インズ3号館2階に入居している。
前述のとおり、本道路は河川を埋め立てて建設されたが、その一部は千代田区と中央区、および港区と中央区の境界となっていた。しかし事前に境界確定の取決めを経ずに埋め立てられたため、現在でもこの道路の土地の行政上の所属は決まっていない。このため、各テナントは、郵便物や荷物等を送付させる場合、店舗出入口側の向側の地番に、“先”という地番外地名を通称で付けている。
建設当時は「道路ではなく（営利目的の）ビル建設が目的ではないか」と風当たりがあり、山下橋と新幸橋の間の施設ができた際には建物名にビルと名付けづらい状況にあったことから、「山下区」と名付けた。道路が主で貸室は従であるとの意味から、貸室番号は「路下室第何号」のように表記した。これらは、設立50周年を機に「ビル」「貸室」の表記に改めた。
- 東新橋ビル

1962年6月7日着工・1963年12月25日竣工、全長124m。
昭和通りに架かる蓬莱橋と、中央通りに架かる銀座新橋の間。一連の高架下の建築物のうち、最も汐留寄りに位置する。新橋出入口が付属する。東土橋ビルから西新橋ビル、東新橋ビルにかけての汐留川の跡の銀座御門通り沿いの建物内は商業施設「銀座ナイン（旧 新橋センター）」であり、地下1階でつながっている。東新橋ビル部分は3号館として、1階の一部と2階にドン・キホーテ、1階と地下1階の各一部に肉のハナマサ、1階中央部に帝都自動車交通が入居する。銀座8丁目地先に位置し、町名としての東新橋とは異なる場所にある。
- 西新橋ビル

1962年6月7日着工・1963年6月27日竣工、全長105m。
銀座新橋と、銀座並木通り南端の難波橋の間。銀座ナイン2号館として、地下1階は飲食店、1階はファッション関係の店舗が中心で、2階にはかに道楽とフィットネスジムが入居する。東新橋ビル同様、町名としての西新橋とは異なる場所にある。
- 東土橋ビル

1960年5月1日着工・1961年5月11日竣工、全長67m。
難波橋と、外堀通りの土橋間。銀座ナイン1号館として、地下1階はテンアライドの居酒屋と大衆食堂、1階は飲食店と物販店舗が混在し、2階にはフーターズとダーツバーが入居する。
- 西土橋ビル

1954年12月14日着工・1956年6月1日竣工、全長108m。
土橋と新幸橋の間。ここより東京高速は北に向きを変え、外濠の跡を進む。山下ビルに次いで2番目に完成したビルであり、西土橋ビルから山下ビルにかけては東海道新幹線が並行する。同新幹線建設のため、建物の一部が削られた。飲食店や、銀座西郵便局がテナントとして入居する。
- 山下ビル

1953年8月13日着工・地上部1954年10月23日、地下1956年1月12日竣工、全長297m。
新幸橋と山下橋の間。東京高速の高架下のビルの中で最大規模で、もっとも古くに完成したビルでもある。東側は飲食店などが軒を連ねる「銀座コリドー街」で、地下の一部は鉄道弘済会の倉庫として使われていたが、1999年に国際ハイヤー（東京エムケイ）の駐車場に改装された。銀座5・6丁目は古くは山下町の町名で、JRのガード下に山下門跡の案内板が建てられている。
- 南数寄屋ビル

1955年6月10日着工・1957年3月1日竣工、全長192m。
山下橋と晴海通りの新数寄屋橋の間。山下ビルに次いで2番目に大きい建物であり、「銀座ファイブ（2000年4月17日に数寄屋橋ショッピングセンターより名称変更）」として地下1階に飲食店、地上1・2階に物販店舗が入る。地下の連絡通路で、東京メトロ丸ノ内線銀座駅と接続している。
- 北数寄屋ビル

1956年7月5日着工・1958年5月25日竣工、全長136m。
数寄屋橋と丸の内橋の間。一連の高架下のビルの中では唯一地下2階があり、地上2階から地下2階まで西銀座デパートが入居する。数寄屋橋公園に面した1階には宝くじ売り場「西銀座チャンスセンター」が営業する。
- 南有楽ビル

1956年7月5日着工・1958年10月22日竣工、全長73m。
丸の内橋と新有楽橋の間。南有楽ビルから北有楽ビルにかけては「銀座インズ」で、1階に物販店舗、地下1階・地上2階には飲食店が入居する。北数寄屋ビルから中有楽ビルにかけては建物幅が広く造られており、南有楽ビル屋上には中央監視室と設備・電気の保守グループが常駐する。
- 中有楽ビル

1956年7月5日着工・1958年10月22日竣工、全長94m。
新有楽橋と有楽橋の間。南有楽ビル同様、1階に物販店舗、地下1階・地上2階には飲食店が入居する。道路部分には、首都高速八重洲線と接続する西銀座乗継所（料金所）がある。
- 北有楽ビル

1957年11月11日着工・1959年5月19日竣工、全長80m。
有楽橋と外堀通りの城辺橋の間。「銀座インズ」の店舗は1階のみに入居し、2階は東京高速道路の本社事務所、北有楽ビルから東京橋ビルにかけての地下1階は同社の関連会社による銀座駐車場で、屋上の道路部分には交通管制室がある。西銀座ジャンクションから東に向きを変え、京橋川の跡を進む。
- 紺屋ビル

1958年9月15日着工・1959年8月25日竣工、全長108m。
城辺橋と紺屋橋の間。飲食・物販のテナントのほか、富士ゼロックス発祥の地であり富士フイルムビジネスイノベーションジャパンのオフィスが入居する。
- 西京橋ビル

1965年1月5日着工・1966年3月31日竣工、全長100m。
紺屋橋と中央通りの京橋の間。中央通りに面して洋菓子店が入居し、南側の銀座桜通りには銀座駐車場の出入口がある。
- 東京橋ビル

1965年1月5日着工・1966年3月31日竣工、全長108m。
京橋と炭屋橋の間。紳士服店AOKIや、星野リゾートのオフィスが入る。道路部分には汐留JCT方面からの新京橋出口と、京橋JCT方面からの東銀座出口が設けられている。
- 新京橋ビル

1965年1月5日着工・1966年3月31日竣工、全長37m。
炭屋橋と昭和通りの新京橋の間。一連のビルの中で一番京橋ジャンクション寄りで、最も全長の短いビルでもある。日本交通のタクシー営業所、ビルメンテナンス会社の裕生、東京高速道路の電気設備管理業務を行う東神電気工業の事務所が入居する新京橋ビル（東京高速道路）。

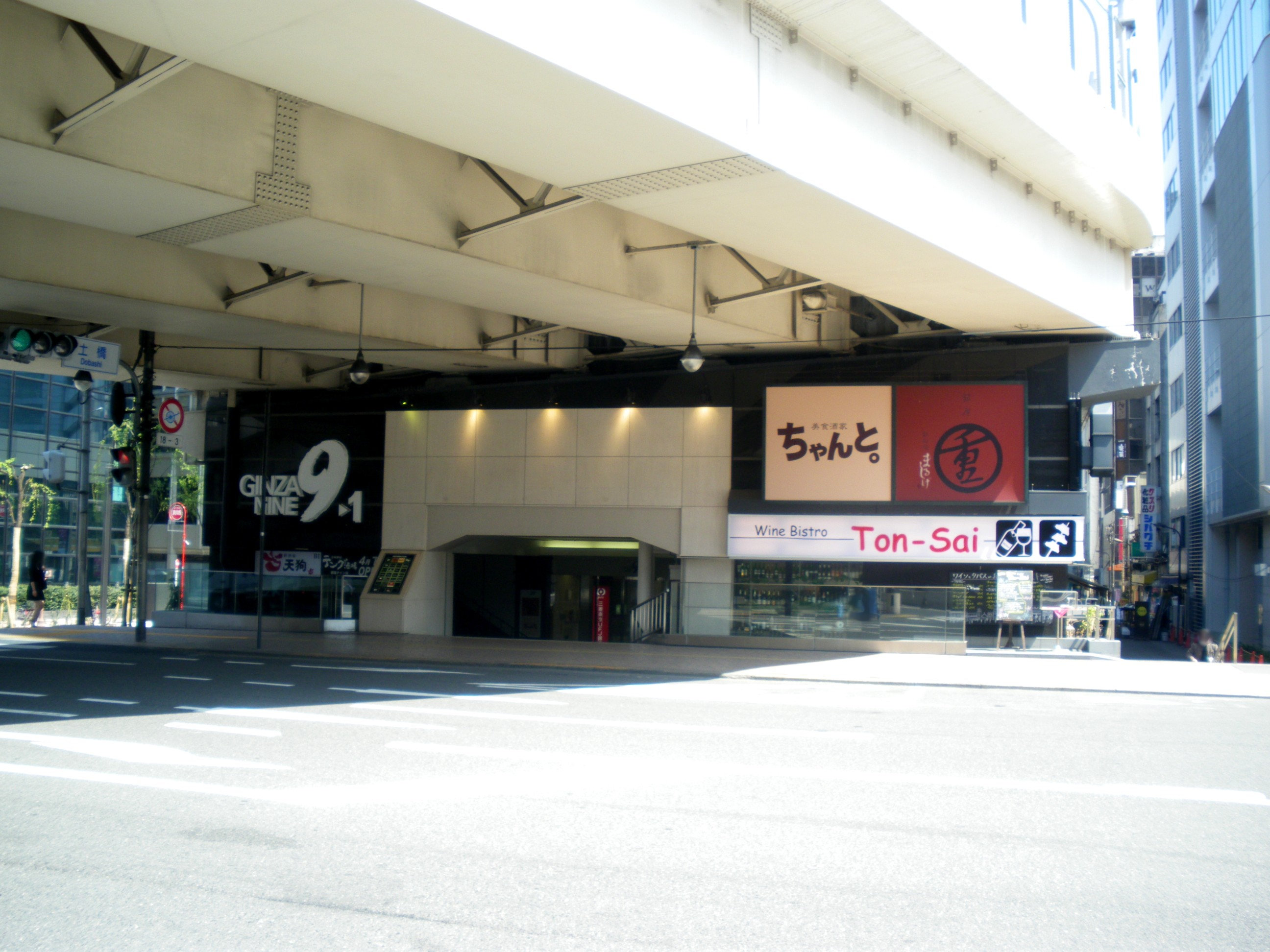
銀座ナイン1号館（東土橋ビル）2009年の撮影であり、テナントは最新のものと異なる。
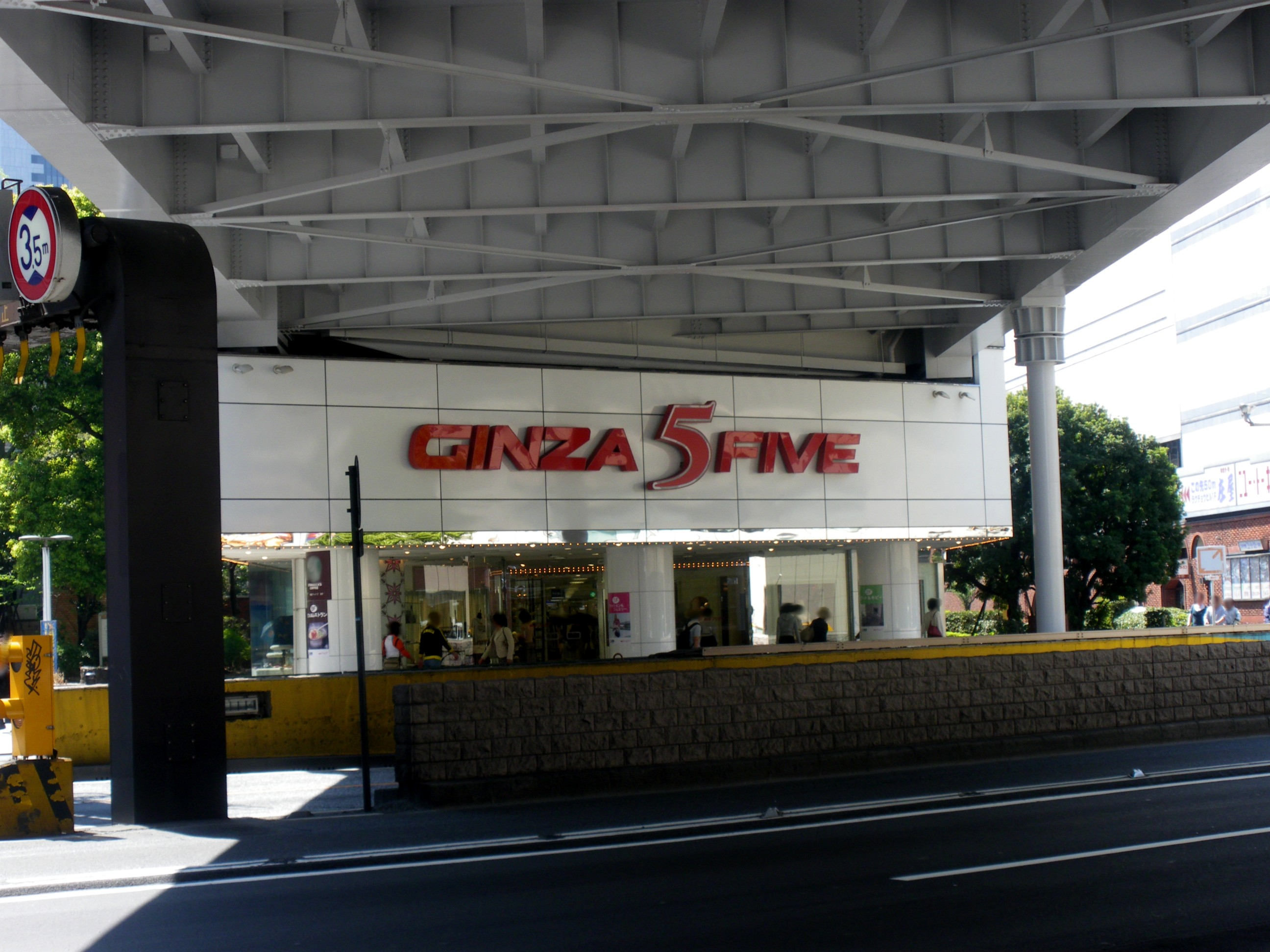
銀座ファイブ（南数寄屋ビル）晴海通り側エントランス
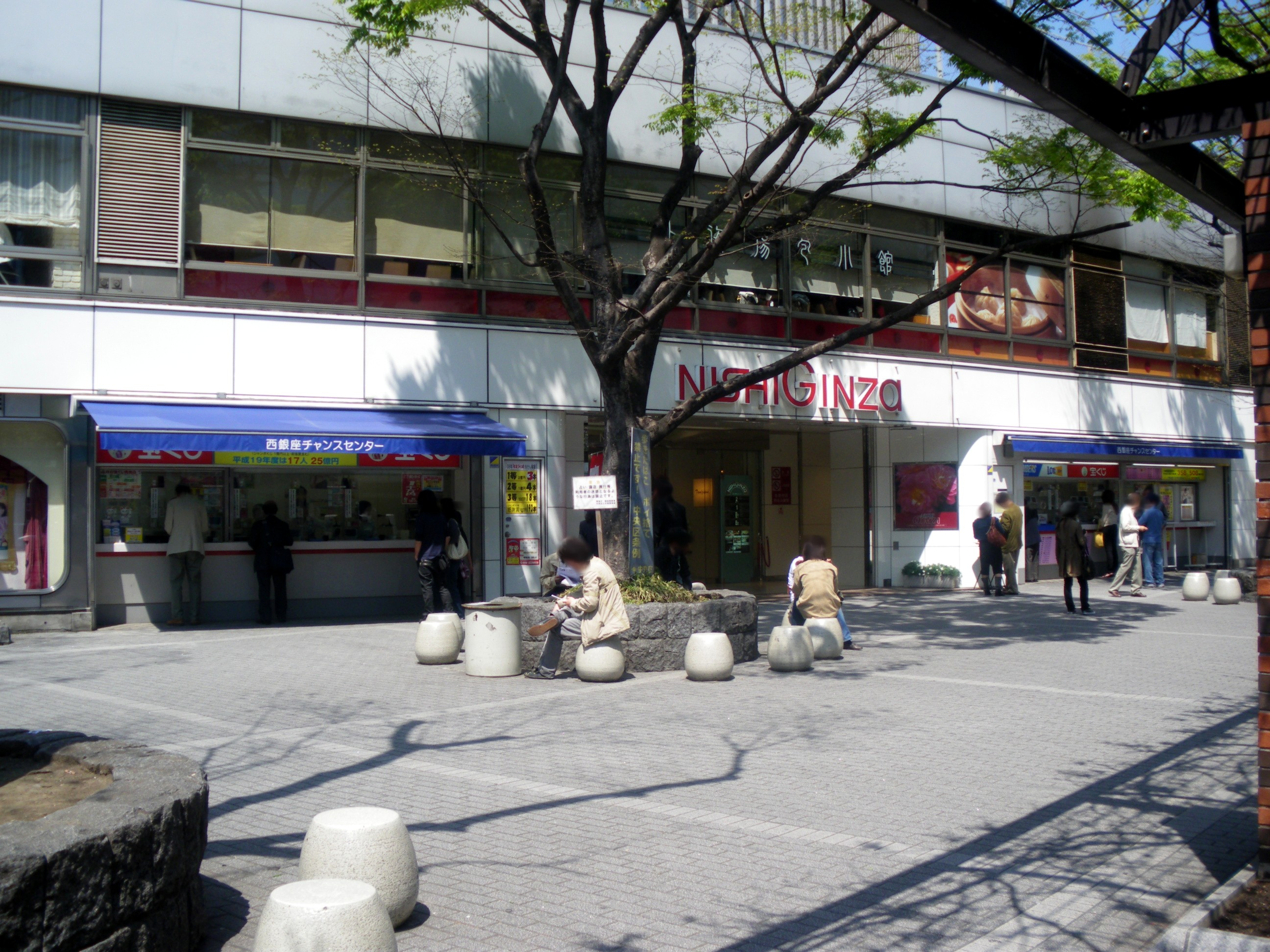
西銀座デパート（北数寄屋ビル）西銀座チャンスセンター
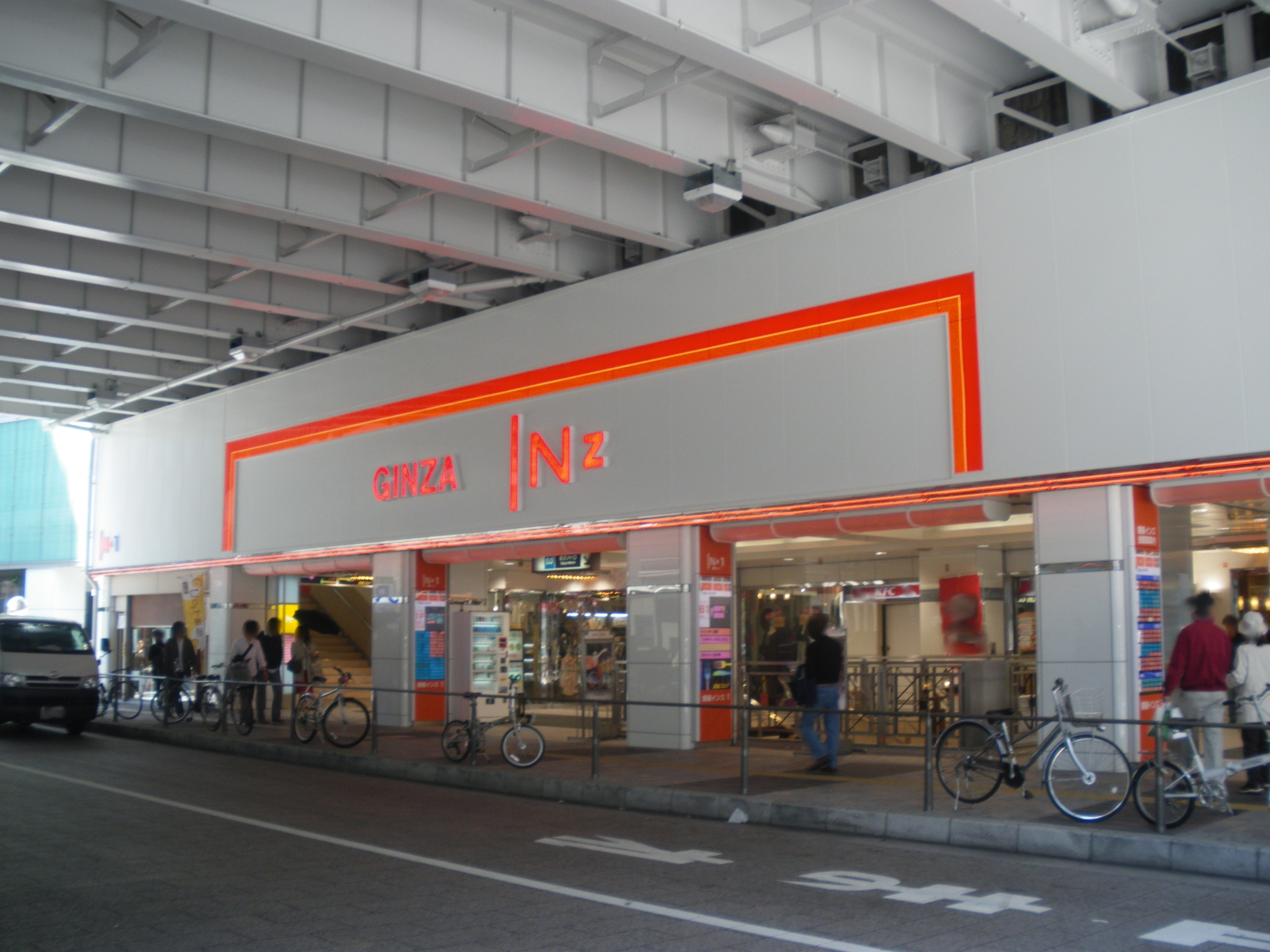
銀座インズ1号館（南有楽ビル）
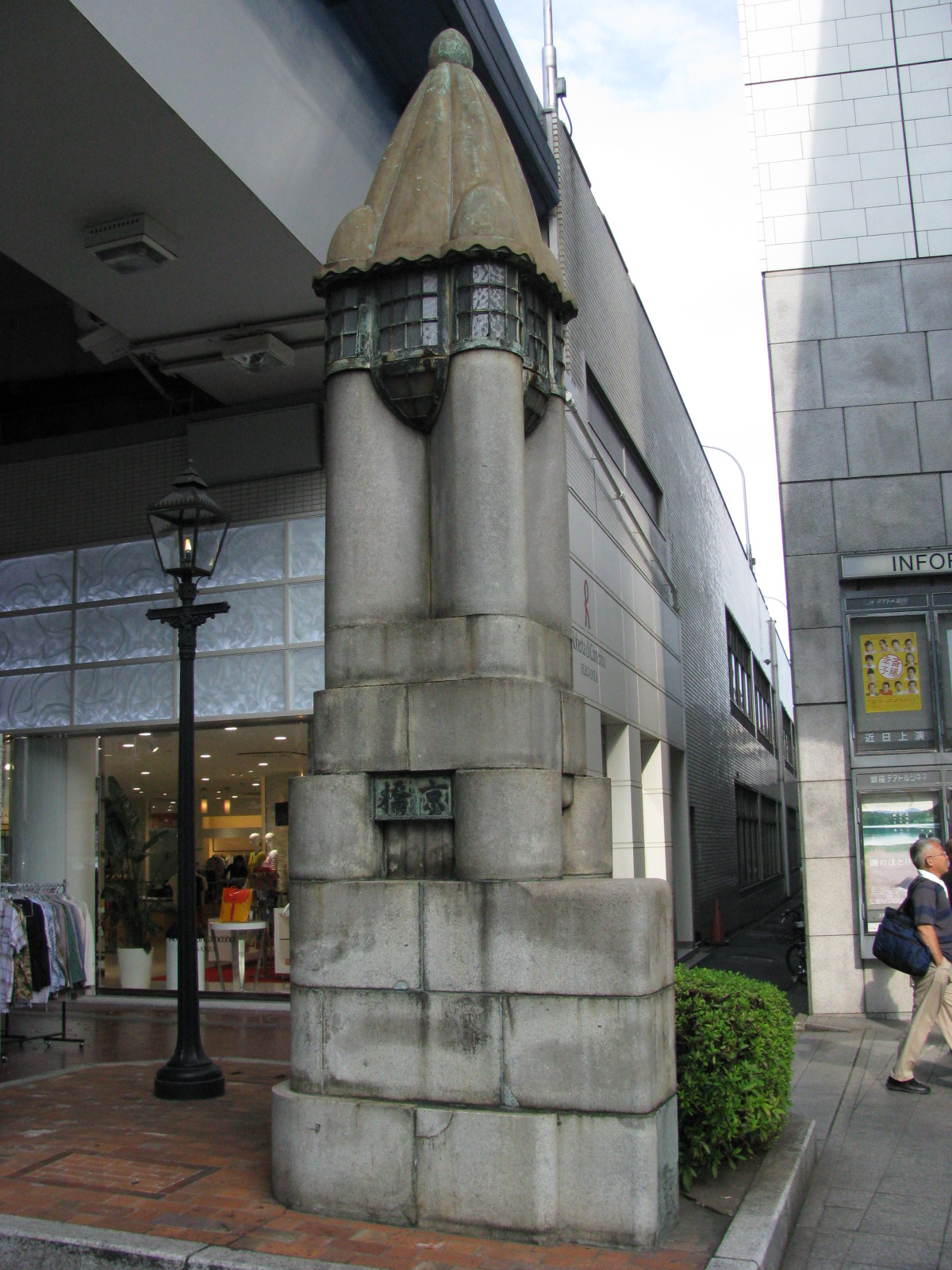
東京橋ビルの脇に、旧京橋の親柱が残る。